# The Lucky Ones
The Lucky Ones is een film uit 2008 onder regie van Neil Burger.

## Verhaal
T.K. Poole is een Amerikaanse soldaat die in Irak meevecht. Wanneer hij gewond raakt, mag hij voor een periode naar huis. Zijn binnenlandse vlucht in Amerika wordt echter geannuleerd, waardoor hij een andere manier moet vinden om toch naar huis te gaan. Hij ontmoet bij toeval de twee andere soldaten Colee en Cheever. Ze besluiten de terugreis samen te maken.

## Rolverdeling
- Rachel McAdams - Colee
- Tim Robbins - Cheaver
- Michael Peña - T.K. Poole